# Christian Hülsen

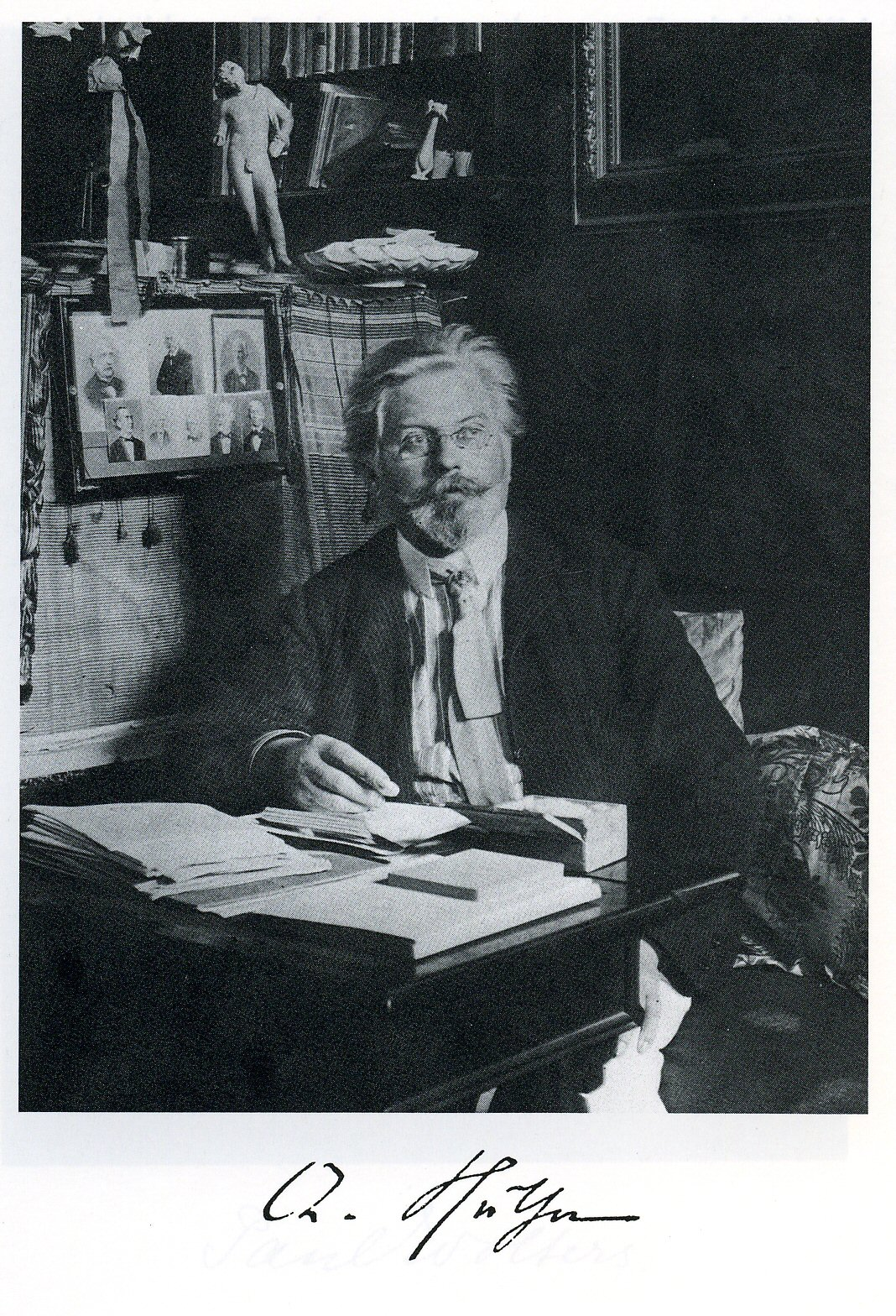
Christian Hülsen zu Beginn des 20. Jahrhunderts

Christian Hülsen (* 29. November 1858 in Berlin; † 19. Januar 1935 in Florenz) war ein deutscher Klassischer Archäologe und Epigraphiker.

## Leben
Christian Hülsen, ein Sohn des Gymnasialprofessors Friedrich Hülsen (1831–1896), studierte ab 1876 Klassische Archäologie, Klassische Philologie und Alte Geschichte an der Universität Berlin. Zu seinen Lehrern gehörten Ernst Curtius, Heinrich Jordan, Emil Hübner, Johannes Vahlen, Hans Droysen, Adolf Kirchhoff und Theodor Mommsen. Er wurde 1881 promoviert und ging als Stipendiat nach Rom an das Deutsche Archäologische Institut. Ab 1887 war er Zweiter Secretar des Instituts in Rom. 1892 heiratete er Elisabeth Frommel (1858–1919), eine Tochter des Theologen, Hofpredigers und Prinzenerziehers Emil Frommel. Da er bei der Wahl zum Ersten Sekretär des römischen Instituts zweimal übergangen wurde, trat er im Herbst 1909 in den Ruhestand und verbrachte den Rest seines Lebens in Florenz.
Bereits als Student arbeitete Hülsen am von Mommsen begründeten Corpus Inscriptionum Latinarum mit, für das er die Inschriften der Stadt Rom bearbeitete. Sein zweiter Forschungsschwerpunkt war die Topographie Roms. Dabei beschränkte er sich nicht auf die Antike, sondern beschäftigte sich auch mit mittelalterlichen Baudenkmälern und insbesondere mit Ansichten und Plänen Roms aus späterer Zeit.

## Ehrungen
Seit 1905 war er auswärtiges Mitglied der römischen Accademia dei Lincei. 1906 wurde er zum Ehrendoktor der University of Oxford ernannt, 1907 zum korrespondierenden Mitglied der Preußischen Akademie der Wissenschaften und 1912 der Bayerischen Akademie der Wissenschaften. Von 1918 bis 1933 war er außerordentliches Mitglied und ab 1933 auswärtiges Mitglied der Heidelberger Akademie der Wissenschaften. Seit 1917 war Hülsen Honorarprofessor an der Universität Heidelberg.

## Schriften
- Varronianae doctrinae quaenam in Ovidii fastis vestigia extent. Goetsch & Mann, Berlin 1880 (Dissertation, Digitalisat).
- Corpus inscriptionum Latinarum. Vol. 6: Inscriptiones urbis Romae Latinae. P. 4. Fasc. 1. Reimer, Berlin 1894. Fasc. 2. Reimer, Berlin 1902.
- Das Forum Romanum. Loescher, Rom 1904. 2. Auflage 1905.
- Topographie der Stadt Rom im Alterthum. Band 1, Abtheilung 3. Weidmann, Berlin 1907 (Digitalisat; Abschlussband zu Henri Jordans Handbuch, den Hülsen nach Jordans Tod verfasste).
- mit Hermann Egger: Die römischen Skizzenbücher von Marten van Heemskerck im Königlichen Kupferstichkabinett zu Berlin. Band 1 Bard, Berlin 1913; Band 2 Bard, Berlin 1916.
- Römische Antikengärten des 16. Jahrhunderts. Winter, Heidelberg 1917 (Digitalisat).
- Forum und Palatin. Drei-Masken-Verlag, München 1926.
- Le chiese di Roma nel medio evo. Cataloghi ed appunti. Olschki, Florenz 1927 (Digitalisat); Nachdruck Olms, Hildesheim 1975, ISBN 3-487-05610-0.
- Saggio di bibliografia ragionata delle piante iconografiche e prospettiche di Roma dal 1551 al 1748. Olschki, Florenz 1933 (Digitalisat).
- Das Skizzenbuch des Giovannantonio Dosio im Staatlichen Kupferstichkabinett zu Berlin. Keller, Berlin 1933.